# NGC 7357
NGC 7357 (również PGC 69544 lub UGC 12162) – galaktyka spiralna (Sb), znajdująca się w gwiazdozbiorze Pegaza. Odkrył ją Édouard Jean-Marie Stephan 26 września 1883 roku.